# Зюдерау
Зюдерау (нім. Süderau) — громада в Німеччині, розташована в землі Шлезвіг-Гольштейн. Входить до складу району Штайнбург. Складова частина об'єднання громад Кремпермарш.
Площа — 8,86 км2. Населення становить 726 ос. (станом на 31 грудня 2020).